# Pseudophanella astigmatica
Pseudophanella astigmatica är en insektsart som först beskrevs av Ernst Evald Bergroth 1920.  Pseudophanella astigmatica ingår i släktet Pseudophanella och familjen Dictyopharidae. Inga underarter finns listade i Catalogue of Life.